# Gerichtsbezirk Traun
Der Gerichtsbezirk Traun ist ein dem Bezirksgericht Traun unterstehender Gerichtsbezirk im politischen Bezirk Linz-Land (Bundesland Oberösterreich). Der Gerichtsbezirk ist neben dem Gerichtsbezirk Steyr einer von zwei Gerichtsbezirken im politischen Bezirk Linz-Land. Bis 2004 trug der Gerichtsbezirk die Bezeichnung Gerichtsbezirk Linz-Land.

## Geschichte
Der Gerichtsbezirk Linz-Land war bis 1958 ein Teil des Gerichtsbezirkes Linz und wurde in diesem Jahr aus dem Landbezirk des Gerichtsbezirkes Linz und dem aufgelösten Gerichtsbezirk Sankt Florian errichtet.
Bis Ende 2004 umfasste der Gerichtsbezirk Linz-Land die Gemeinden Ansfelden, Hofkirchen im Traunkreis, Hörsching, Kirchberg-Thening, Leonding, Niederneukirchen, Oftering, Pasching, St. Florian, Traun und Wilhering.
Im Zuge der Auflösung zahlreicher Gerichtsbezirke in Oberösterreich wurde mit der Bezirksgerichts-Verordnung der Österreichischen Bundesregierung am 12. November 2002 die Auflösung des Gerichtsbezirkes Neuhofen an der Krems beschlossen. Dies hatte zur Folge, dass dem Gerichtsbezirk Linz-Land die Gemeinden des aufgelösten Bezirksgerichtes Neuhofen an der Krems zugewiesen wurden (Allhaming, Eggendorf im Traunkreis, Kematen an der Krems, Neuhofen an der Krems, Piberbach, Pucking, St. Marien) und der Gerichtsbezirk Linz-Land gleichzeitig die Gemeinden Hofkirchen im Traunkreis, Niederneukirchen und St. Florian an den Gerichtsbezirk Enns abtreten musste.
Seit 1. Jänner 2005 umfasst der Gerichtsbezirk die Gemeinden Allhaming, Ansfelden, Eggendorf im Traunkreis, Hörsching, Kematen an der Krems, Kirchberg-Thening, Leonding, Neuhofen an der Krems, Oftering, Pasching, Piberbach, Pucking, St. Marien, Traun und Wilhering. Gleichzeitig erfolgte per 1. Jänner 2005 die Verlegung des Bezirksgerichtes nach Traun und die Umbenennung des Gerichtsbezirkes in Gerichtsbezirk Traun.